# Jackson's Arm
Jackson's Arm är en ort i Kanada.   Den ligger i provinsen Newfoundland och Labrador, i den östra delen av landet, 1 500 km öster om huvudstaden Ottawa. Jackson's Arm ligger 17 meter över havet och antalet invånare är 323.
Terrängen runt Jackson's Arm är huvudsakligen kuperad, men österut är den platt. Havet är nära Jackson's Arm åt sydost. Trakten är glest befolkad. Jackson's Arm är det största samhället i trakten. 
I omgivningarna runt Jackson's Arm växer i huvudsak blandskog.